# Сорель, Станислас
Станисла́с Соре́ль (фр. Stanislas Sorel; 1803, Франция — 18 марта 1871, Париж) — французский инженер и физик.

## Биография
Сын бедного часовщика из г. Путанж (департамент Орн). Образования не получил, с раннего возраста осваивал ремесло часовщика.
В 1837 году Сорель изобрёл способ защиты железа и стали от коррозии путём покрытия поверхности металла цинком гальваническим методом, либо покрытием его в ванне расплавленного цинка слоем цинка, названный им «гальванической краской». На эти методы он подал заявку на патент 1837-05-10. Метод по этому изобретению был предшественником метода современного горячего цинкования. Заслуги С.Сореля были оценены золотой медалью Обществом поощрения национальной промышленности.
Он изобрел сигнальный свисток, прикрепленный к предохранительному устройству паровых котлов; усовершенствовал производство оксида цинка; работал над приданием тканям водонепроницаемости. С. Сорел изобрел вид цинкового цемента на основе оксида и хлорида цинка, применяемый в стоматологии.
Наиболее всего, Сорель известен изобретением в 1866 году нового вида весьма прочного после затвердевания цемента, получаемого смешением порошка оксида магния и концентрированного водного раствора хлорида магния. Первый в мире магнезиальный цемент назвали в честь изобретателя. Цемент Сореля применяется для изготовления абразивных камней, полов, и, даже, для имитации слоновой кости, например, при изготовлении бильярдных шаров.
Магнезиальные цементы обладают высокой прочностью, хорошей адгезией к другим материалам. Но низкая водостойкость, высокая коррозионная активность и цена ограничивают их широкое применение в строительстве.